# Axel Wirths
Axel Wirths (* 3. August 1960 in Dortmund; † 3. Februar 2025) war ein deutscher Kurator für Medienkunst. Er gilt als Pionier für die Vermittlung, Verbreitung und den Vertrieb von Video- und Medienkunst in Deutschland. Zusammen mit Ulrich Leistner gründete er 1982 die Medienkunstagentur 235 Media in Köln.

## Leben
Axel Wirths schuf seit Anfang der 1980er Jahre neue Vertriebsstrukturen für Videokunst jenseits des etablierten Kunstbetriebs. Als Experte für elektronische Medien und Medienkunst organisierte er darüber hinaus zahlreiche Ausstellungen, Festivals und Konferenzen, hielt international Vorträge und publizierte in Ausstellungskatalogen, Zeitschriften und Sammelbänden. Er gab mit 235 Media die erste umfangreiche Videokunst-Edition auf VHS-Kassetten heraus und leistete damit einen wichtigen Beitrag zur Vermittlung von Videokunst. In den 1990er Jahren hatte er Gastdozenturen an der International School of Design in Köln und an der Hochschule für Film und Fernsehen Konrad Wolf in Potsdam inne.
1992 leitete er die 5. Videonale im Bonner Kunstverein und organisierte in diesem Kontext die Retrospektive „Videokunst der 80er Jahre“ sowie den Kongress „Perspektiven der Medienkunst – Medienhochschulen zwischen Utopie und Praxis“. Von 1994 bis 1999 war er Kurator für Medienkunst in der Kunst- und Ausstellungshalle der Bundesrepublik Deutschland in Bonn.
Axel Wirths war Gründer und Vorstandsmitglied der Stiftung imai (inter media art institute) in Düsseldorf, die sich dem Vertrieb, der Erhaltung und der Vermittlung von Video- und Medienkunst widmet. Das umfangreiche Videokunstarchiv und die internationalen Vermittlungsstrukturen, die er seit Anfang der 1980er Jahre aufbaute, wurden 2006 auf die gemeinnützige Stiftung übertragen, in deren Online-Katalog große Teile des Archivs einsehbar sind.
Zuletzt entwickelte er mit 235 Media mediale Räume, Ausstellungen und multimediale Anwendungen, individuelle Gestaltungs- und Präsentationskonzepte, interaktive Installationen und Interface-Lösungen für Museen, Messen, Firmen wie auch für Künstlerinnen und Künstler (beispielsweise Bill Viola, Brian Eno, Ulrike Rosenbach, Nan Hoover und Gary Hill).
Wirths starb 2025 im Alter von 64 Jahren. Seine Grabstätte befindet sich auf dem Kölner Melaten-Friedhof.

## Projekte
Axel Wirths war in den 1980er Jahren Mitglied des Videomagazins Video Congress, das auf die Initiative mehrerer künstlerisch-experimentell arbeitender Videogruppen zurückgeht. Bis 1986 erschienen zehn Ausgaben des audiovisuellen Magazins, die auf Festivals und in alternativen Galerien präsentiert und durch 235 Media vertrieben wurden. Weitere Beteiligte des Video Congress waren: A+A Video (Axel Brand, Anette Maschmann), Art Now (Fritz Stier), Bildschön Video / Ausstrahlung (Rudi Frings, Rosi Jahnke, Gigi Knäpper), Fun & Art (Gerhard Schedel, Alexander Ehrlich, Andy Hinz), Iron Curtain (George Hampton) und Propaganda Video (Norbert Meissner).
In Zusammenarbeit mit den Gruppen Minus Delta t und FRIGO war Wirths 1987 mit dem Projekt Ponton Medien Bus auf der documenta 8 vertreten. Der Bus war mit Computern, Sendestation und Mischpulten ausgestattet und wurde als mobiles Medienlabor für Piratensender in Radio und Fernsehen genutzt (Ponton Radio und Van Gogh TV).
1989 rief er zusammen mit Volker Anding, Peter Nadermann und Joachim Ortmanns die TV-Serie „Donner’s Tag bei Kanal 4“ ins Leben (Erstausstrahlung: 17. Mai 1990).
Wirths war in Kooperation mit der Künstlergruppe Pentagon Mitbegründer des ersten mobilen Elektronischen Cafés, das 1992 und 1993 auf der documenta IX, der Biennale di Venezia wie auch im Media Park Köln errichtet und mit zahlreichen Netz(werk)kunstprojekten auf ISDN-Basis, Performances, Konzerten, Klanginstallationen etc. bespielt wurde. Ein Vorläufer des Projekts war das Electronic Cafe International von Kit Galloway und Sherrie Rabinowitz in Los Angeles 1984.

## Kuratierte Ausstellungen und Video-Programme
- 1985 „Instant Media“, Ausstellung im Goethe-Institut Paris
- 1986 Auswahl von Video-Programmen für das Institute for Contemporary Arts (ICA), London
- 1987 Kurator der deutschen Videoauswahl für das Programm „Point 87“, Paris
- 1987–1988 Zusammenstellung des internationalen Tourprogramms „Audiovisual Language in Video-Art“, Museum Ludwig, Köln; Kunstmuseum Bonn; Städtisches Museum Mülheim
- 1988 Kurator der deutschen Videoauswahl für die „4e Manifestation Internationale de Video et TV. Ethique & Television“, Montbéliard, Frankreich[14]
- 1988 Kurator der deutschen Videoauswahl für das „Copenhagen Film+Video Festival 88“
- 1989 Leiter des Kongresses „Art – Video – Society – Questions about Mediation and New Media“, Köln[15]
- 1989 Kurator der 235 Video Gallery für die „ART – Frankfurt“ und die Ausstellung „Video-Skulptur retrospektiv und aktuell“ im Kölnischen Kunstverein[16]
- 1989 Kurator der Videosektion der ORNAMENTA 1, Pforzheim; dort mit Ulrich Leistner Realisierung der interaktiven Installation „Das Elektronische Schmuckstück“[17]
- 1991 Deutsches Videoprogramm für ARCO Madrid, in Kooperation mit dem dortigen Goethe-Institut (Instituto Aleman)
- 1992 Kurator der Videonale 5, Bonn[18]
- 1993 „Retrospective Köln-Düsseldorf Videoart“ in den Anthology Film Archives, New York[19]
- 1994–1999 zahlreiche Ausstellungen in der Bundeskunsthalle Bonn als dortiger Kurator für Medienkunst (unter anderem: Woody Vasulka: „Theater of Hybrid Automata“ und „Table No. 5“; Jill Scott: „Machinedreams“; Marcel Odenbach: „Tabakkollegium oder es brennt mir unter den Nägeln“; Nan Hoover: „Movement from either Direction“; Klaus vom Bruch: „Artaud spricht vor den Soldaten“, „Europe is far away“, Auswahlprogramme osteuropäischer Videokunst)[20]
- 1996 „Retrospective of German Video Art“, Reina Sofia Madrid
- 2000 Videokunstprogramm zu der Ausstellung „Ich ist etwas Anderes“, Kunstsammlung NRW, Düsseldorf[21]
- 2000 „vision.ruhr“, Dortmund[22]
- 2004 Kurator für das retrospektive Auswahlprogramm der Kunstsektion innerhalb der Ausstellung „VIDEO – 25 Jahre Videoästhetik“, NRW-Forum Düsseldorf[23]

## Auszeichnungen
- 1991 Adolf-Grimme-Preis in Silber für die TV-Serie „Donner’s Tag bei Kanal 4“ auf SAT.1[24]
- 1998 iF Interaction Design Award[25]
- 2005 Art Directors Club Award[26]

## Publikationen (Auswahl)
- Absatzmarkt Medienkunst II, Interview. In: Monika Fleischmann, Ulrike Reinhard (Hrsg.): Digitale Transformationen. Medienkunst als Schnittstelle von Kunst, Wissenschaft, Wirtschaft und Gesellschaft. whois Verlags- und Vertriebsgesellschaft, Heidelberg 2004, ISBN 3-934013-38-4, S. 184–191.
- vision ruhr – Kunst Medien Interaktion. Ausstellungskatalog Westfälisches Industriemuseum Zeche Zollern II/IV; Museum am Ostwall, Dortmund. Cantz Verlag, Ostfildern 2000, ISBN 3-7757-9027-6.
- Ort und Raum. In: Kunst- und Ausstellungshalle der Bundesrepublik Deutschland (Hrsg.): Der elektronische Raum. 15 Positionen zur Medienkunst. Cantz Verlag, Ostfildern 1998, S. 9–21, ISBN 3-89322-414-9.
- Medienkunst zwischen Reproduzierbarkeit und prozesshafter Interaktivität. In: Kunstmuseum Wolfsburg (Hrsg.): Wie haltbar ist Videokunst? Beiträge zur Konservierung und Restaurierung audiovisueller Kunstwerke. Kunstmuseum Wolfsburg, Wolfsburg 1997, ISBN 3-9804827-6-6, S. 61–72.
- mit Sabine Voggenreiter (Hrsg.): Erlkönigs Erben – Perspektiven der Medienkunst. 235 MEDIA, Köln 1993.
- Vertrieb von künstlerischen und kulturellen Videoproduktionen. Rückblick und Tendenzen. In: Hamburger Filmbüro e. V. (Hrsg.): Videovertrieb. Eine Materialsammlung zur Vertriebssituation kulturell produzierter Videofilme in der Bundesrepublik. edition black box, Hamburg 1988, S. 79–81.

## Weiterführende Literatur
- Renate Buschmann/Jessica Nitsche (Hrsg.): Video Visionen. Die Medienkunstagentur 235 Media als Alternative im Kunstmarkt, Bielefeld, Transcript 2020.
- Ilaria Bombelli (Hrsg.): I Have a Friend Who Knows Someone Who Bought a Video, Once. On Collecting Video Art. A project by LOOP Barcelona. Mousse Publishing, Mailand 2016.
- Dieter Daniels, Rudolf Frieling (Hrsg.): Medien, Kunst, Interaktion. Die 80er und 90er Jahre in Deutschland. Springer, Wien 2000, ISBN 3-211-83422-2.
- Edith Decker, Wulf Herzogenrath (Hrsg.): Video-Skulptur. Retrospektiv und aktuell, 1963–1989. DuMont, Köln 1989, ISBN 3-7701-2313-1.
- Rudolf Frieling, Wulf Herzogenrath (Hrsg.): 40jahrevideokunst.de, Teil 1. Digitales Erbe: Videokunst in Deutschland von 1963 bis heute, Ausstellungskatalog + Essays. Hatje Cantz, Ostfildern 2006, ISBN 3-7757-1717-X.
- Ursula Frohne (Hrsg.): Multimediale Installationen der 90er Jahre. DuMont, Köln 2000, ISBN 3-7701-5214-X.
- Media Art Produktion e. V. (Hrsg.): 'Kunst Video Gesellschaft. Zur Vermittlung und Präsentation von Neuen Medien. 235 Media, Köln 1989, ISBN 3-926845-41-4.
- Sekretariat für gemeinsame Kulturarbeit NRW (Hrsg.): Videokunst in NRW. Ein Handbuch. 235 Media, Köln 1988, ISBN 3-926845-18-X.